# CRISPR

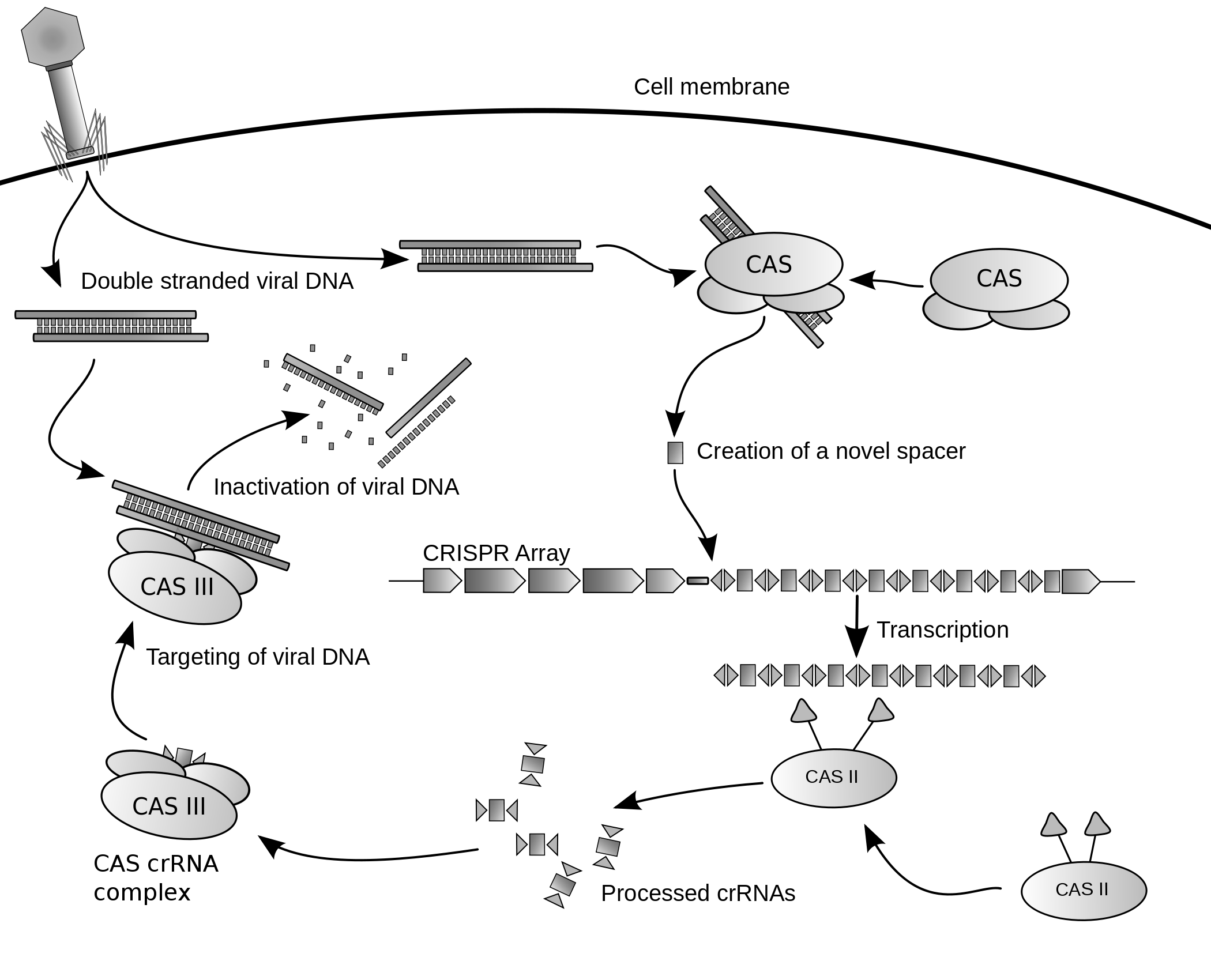
Діаграма, що ілюструє можливий механізм CRISPR.

Короткі паліндромні повтори, регулярно розташовані групами (англ. CRISPR — Clustered Regularly Interspaced Short Palindromic Repeats) — це прямі повтори та унікальні послідовності в ДНК бактерій і архей, що розділяють їх, які спільно з асоційованими генами (Cas, англ. CRISPR-associated genes) забезпечують захист клітини від чужорідних генетичних елементів (бактеріофагів, плазмід). CRISPR-касети виявлені в геномах багатьох бактерій і більшості архей. Повтори мають довжину від 24 до 48 пар нуклеотидів; вони мають бівалентну симетрію, але, як правило, не є істинними паліндромами. Повтори розділені варіабельними ділянками ДНК, спейсерами, приблизно однакової довжини. Спейсери відповідають по нуклеотидній послідовності певним фрагментам ДНК чужорідних генетичних елементів (протоспейсерам). У зв'язку з цим було запропоновано і потім показано, що послідовності, що розділяють повтори, походять з послідовностей геномів бактеріофагів і, відповідно, забезпечують захист клітин від інфекцій.
В результаті досліджень механізму дії CRISPR-системи було зроблено припущення, що вона є прокаріотичним аналогом системи РНК-інтерференції еукаріот і забезпечує бактеріям і археям захист від бактеріофагів.

## Роль в генетичній регуляції ендогенних бактеріальних генів
Патогенні та синантропні бактерії містять велику кількість білка Cas9 (англ. CRISPR-associated 9). Було показано, що система CRISPR/Cas може брати активну участь у регуляції ендогенних бактеріальних генів, зокрема, при взаємодії бактерій з еукаріотичним організмом, в якому вони паразитують. Наприклад, білок Cas9 з Francisella novicida використовує унікальну, CRISPR/Cas-асоційовану малу РНК (scaRNA) для пригнічення ендогенного транскрипту мРНК, що кодує бактеріальний ліпопротеїн, що дозволяє їй послабити імунну відповідь хазяїна й підвищити її вірулентність.

## Методи генної інженерії, що базуються на системі CRISPR/Cas9
Розроблено методи високовибіркового активування й інгібування генів, що базуються на системі CRISPR/Cas9 (CRISPR-системі II типу). Основними компонентами CRISPR-системи II типу є CRISPR-касета, на основі якої синтезуються напрямні crPHK (англ. CRISPR RNA), нуклеаза Cas9 (Csn1) і tracrPHK (англ. trans-activating crRNA), необхідна для процесингу напрямної РНК. Для спрямованого редагування генома еукаріотів використовують Cas9 Streptococcus pyogenes, Streptococcus thermophilus, Neisseria meningitidis, а також Cas9 з Staphylococcus aureus (SaCas9), яка на 25 % менша за розмірами, що дозволяє упаковувати її в аденоасоційований вірус (AAV) для доставки вектора в клітини живого організму, як терапевтичний засіб. Походження ферменту накладає деякі обмеження на вибір ДНК-мішеней: наприклад при використанні Cas9 S. pyogenes, як мішені можна вибирати тільки послідовності, за якими йде 5'-NGG (де N — будь-який нуклеотид). Перед використанням у генетичних конструкціях ген Cas9 потрібно попередньо оптимізувати за використовуваними кодонама відповідно до організму, геном якого передбачається модифікувати.
З метою спрощення маніпуляцій з клонуванням лентивірусних або ретровірусних векторів доставки, crPHK і tracrPHK об'єднують в одну суцільну sgPHK (англ. single guide RNA, sgRNA) — так званий «all-in-one CRISPR-Cas9 cloning vector». Це дозволяє полегшити конструювання та клонування серії векторів доставки, що відрізняються тільки по пришитій до tracrRNA ланцюжку «гідРНК» (англ. guide RNA), яка впізнає комплементарну їй, послідовність ДНК, вибрану в геномі за замовленням дослідника.
Розроблена також технологія самоклонувальних CRISPR/Cas9, що дозволяє взагалі обійтися без клонування, а використовувати коротку дволанцюгову ДНК з послідовністю, що кодує бажаний локус і плазміду, несе саморозщеплювальну паліндромну sgPHK. Це дозволяє скоротити час на підготовки експерименту всього до 2-х годин, а його вартість здешевити в шість разів.
Модифікація ДНК-зв'язуючого домену Cas9 і його злиття з різними регуляторними доменами дозволяє отримати вибірково напрямні на потрібні ділянки геному за допомогою РНК-гідів штучні фактори транскрипції (crisprTF) і ефектори, штучні ендонуклеази рестрикції, репрессори, а також ферменти, що модифікують епігеном, такі як ДНК-метилази, деметилази і гістонацетилтрансферази, що дозволяє вибірково регулювати активність певних генів. Крім того знайдені аналоги Cas9, які здатні розщеплювати замість ДНК молекули РНК, що дозволяє редагувати або вибірково пригнічувати активність мікроРНК. Так, наприклад, Cas9 з грамнегативної бактерії Francisella novicida (FnCas9) може бути перепрограмований так щоб спрямувати його на РНК геном вірусу гепатиту C, що призводить до інгібування синтезу вірусного білка в клітині. На основі цієї системи можна створити сотні засобів для захисту проти різних вірусів.
Метод сайт-селективного редагування геному за допомогою ферменту, що впізнає необхідну послідовність ланцюга ДНК «за наведенням» комплементарного їй РНК «гіду», обіцяє революційні зміни в дослідженнях та лікуванні цілого ряду захворювань, від раку і невиліковних вірусних хвороб до спадкових генетичних патологій на кшталт серповидноклітинної анемії і синдрому Дауна. Він дозволив здешевити, спростити і прискорити розробку генномодифікованих мікроорганізмів, рослин і домашньої худоби, а також допоможе в розробленні генної терапії спадкових захворювань у людських ембріонів. Так, наприклад, технологія, розроблена Editas, дозволяє взяти клітину з тіла живого організму, замінити певні ділянки ДНК, а потім повернути клітину на колишнє місце. Передбачається, що таким чином можна запустити процес лікування деяких типів захворювань.

## Методи дослідження, що базуються на системі CRISPR/Cas9
Прикріпивши до білка Cas9, дефектного по екзонуклеазній активності, зелений флуоресцентний білок EGFP, можна отримати інструмент для візуалізації геномних послідовностей в живих клітинах ссавців і візуального визначення довжини теломер хромосоми, а також відстежувати динаміку генних локусів протягом клітинного циклу.

## Успішні експерименти
Науковцям з Медичної школи Перельмана Університету Пенсильванії та Дитячої лікарні Філадельфії (CHOP) вдалося під час вагітності лабораторної миші відредагувати ген, аби запобігти летальному порушенню обміну речовин у потомства. Дослідники впевнені, що така технологія допоможе боротися із вродженими захворюваннями людини ще до народження.
В результаті генного редагування миші не лише вижили, а й виявилися значно здоровішими, ніж їхні побратими, які проходили медикаментозне лікування HT1.
Протягом трьох місяців після народження жодних негативних наслідків від втручання в ДНК не зафіксовано.
Вчені у 2019 році, створили перші у світі генно-редаговані ящірки, використовуючи інструмент для редагування генів CRISPR-Cas9.

## Суспільство і етичні питання
Питання про можливість редагування людських генеративних (статевих) клітин, з яких формується новий організм, підіймалося багатьма вченими через порівняну простоту використання CRISPR/Cas9 системи. Проте в квітні 2015 року опублікована перша робота у журналі Protein & Cell в якій китайські вчені використали CRISPR/Cas9 систему для редагування генів нежиттєздатних яйцеклітин людини для лікування таласемії. Ооцити були заплідненні двома сперматозоїдами і мали відповідно три пронуклеуси — двоє батьківських та один материнській. Такі ооцити проходять перші стадії ембріонального розвитку, проте потім ембріон далі розвиватися не може і відбувається викидень (спонтанний аборт). Те, що робота над редагуванням геному була проведена над нежиттєздатними ооцитами все одно загострила питання етики і по словам автора статті Джін'ю Хуанга цю роботу відмовилися приймати у найвагоміших наукових рецензованих журналах Nature та Science. В даній роботі науковці використовували CRISPR/Cas9 систему для редагування гену HBB, що кодує β-глобін. Мутації в цьому гені призводять до спадкового аутосомного захворювання бета-таласемії.
В результаті публікації цієї роботи, Національний інститут охорони здоров'я США оновив заборону на редагування ембріонів людини, в тому числі і нежиттєздатних.
У вересні 2015 року декілька наукових установ Великої Британії, такі як Wellcome Trust та Рада медичних досліджень Великої Британії, опублікували заяву, в якій йдеться про те, що використання CRISPR/Cas9 системи в дослідженнях ембріонів людини є виправданим і потрібним. Незабаром до них приєдналися декілька інших груп. В результаті Лондонське королівське товариство, Китайська академія наук, Національна академія наук США та Національна академія медицини США домовилися провести саміт у грудні 2015 року для вирішення питань редагування генів генеративних клітин (яйцеклітин, сперматозоїдів та зиготи).
3 грудня 2015 року міжнародних саміт з питань редагування генів людини дозволив використання методів генної інженерії лише на тих генеративних клітинах чи ранніх ембріонах людини, які не будуть використані для набуття вагітності. Також на саміті дозволено розвивати методи генної інженерії для лікування генів в соматичних, тобто не спадкових, клітинах (напр. модифікації імунних клітин для боротьби з пухлинами). Проте впродовж 2016 року ця тема повинна бути детальніше обговорена і повинні пройти ще декілька конференцій та дискусій перед остаточним рішенням міжнародної наукової спільноти. Організатори саміту підкреслюють, що вони не називають це «забороною» редагування генеративних клітин людини в дослідницьких цілях, бо це питання ще не остаточно вирішено.